# Bulbophyllum amoenum
Bulbophyllum amoenum là một loài phong lan thuộc chi Bulbophyllum.